# Waterton River
Der Waterton River ist ein etwa 130 km langer linker Nebenfluss des Belly River in Montana (USA) und Alberta (Kanada).

## Flusslauf
Der Waterton River entspringt in den Rocky Mountains im US-amerikanischen Glacier-Nationalpark. Der Fluss fließt in überwiegend nordnordöstlicher Richtung. Er durchfließt im Oberlauf den Nahsukin Lake, den Upper Waterton Lake und den Lower Waterton Lake. Die US-amerikanisch-kanadische Grenze verläuft durch den Upper Waterton Lake. Anschließend strömt er durch den Waterton-Lakes-Nationalpark. Der Waterton River durchfließt die Great Plains in nordnordöstlicher Richtung. Nach etwa 75 km wird der Fluss zum Waterton Reservoir aufgestaut. Im Rahmen des Waterton-St. Mary Headworks System wird Wasser zu Bewässerungszwecken zum Belly River und vom Belly River weiter zum St. Mary Reservoir, am Saint Mary River gelegen, geleitet.
Der Waterton River mündet 7,5 km nördlich von Stand Off linksseitig in den Belly River. Obwohl der Waterton River die dreifache Abflussmenge aufweist, gilt er als Nebenfluss des Belly River.